# BNG Nieuwe Literatuurprijs
Der BNG Nieuwe Literatuurprijs (deutsch: BNG Neuer Literaturpreis) ist ein niederländischer Literaturpreis, der seit 2005 jährlich an niederländischsprachige Autoren verliehen wird.
Voraussetzung für eine Teilnahme ist, dass die Schriftsteller vierzig Jahre alt oder jünger sein müssen, bereits mindestens zwei Prosawerke unter eigenem Namen veröffentlicht haben, aber noch keinen Durchbruch erzielen konnten. Sie dürfen darüber hinaus noch keinen großen Literaturpreis gewonnen haben.
Der Preis wird gesponsert durch die Stiftung Kulturfonds der Bank der Niederländischen Gemeinden (= BNG) (niederländisch: Stichting BNG Cultuurfonds). Er besteht aus 15.000 Euro Preisgeld und einer Skulptur. Die Preisträger werden jährlich im Januar bekannt gegeben und der Preis im Februar in der Amstelkerk in Amsterdam überreicht.
Im ersten Jahr hatte der Preis den Namen Dif/BNG Aanmoedigingsprijs (= Dif/BNG-Förderpreis) und wurde durch das bookazine Dif und die Literaturagentur Sebes & Van Gelderen ins Leben gerufen. Bereits ab dem zweiten Jahr bekam der Preis seinen heutigen Namen.

## Preisträger
- 2023: Daan Heerma van Voss für Geen vaarwel vandaag
- 2022: Tom Hofland für De menseneter
- 2021: Carmien Michels für Vaders die rouwen
- 2020: Merijn de Boer für De Saamhorigheidsgroep
- 2019: Willemijn van Dijk für Het wit en het purper
- 2018: Nina Polak für Gebrek is een groot woord
- 2017: Marjolijn van Heemstra für En we noemen hem (Ein Name für Dich)
- 2016: Hanna Bervoets für Ivanov
- 2015: Jamal Ouariachi für Een honger (Ein Hunger)
- 2014: Maartje Wortel für IJstijd (Eiszeit)
- 2013: Wytske Versteeg für Boy (Boy)
- 2012: Christiaan Weijts für Euforie (Euphorie)
- 2011: Jan van Mersbergen für Naar de overkant van de nacht (Auf die andere Seite der Nacht)
- 2010: Gustaaf Peek für Ik was Amerika (Ich war Amerika)[2]
- 2009: Carolina Trujillo für De terugkeer van Lupe Garcia (Die Rückkehr der Lupe Garcia)
- 2008: Rachida Lamrabet für Een kind van God (Ein Kind Gottes)
- 2007: Sanneke van Hassel für Witte veder (Weiße Feder)
- 2006: Yves Petry für sein gesamtes Œuvre
- 2005: Esther Gerritsen für ihr gesamtes Œuvre

## Liste der Nominierten (Shortlist)
| Jahr | Die nominierten Autoren mit ihren Büchern (Shortlist ohne die Preisträger)                                                                                             |
| 2023 | Emy Koopman Kindertrein uit Boedapest – Vincent van Meenen OxBlixa |
| 2022 | Thomas Heerma van Voss Passagiers/achterblijvers – Luuk Imhann Loutering                                                                                               |
| 2021 | Persis Bekkering Exces – Roos van Rijswijk De dwaler |
| 2020 | Eva Meijer De nieuwe rivier – Martijn Simons De Hollandse droom |
| 2016 | Dezember 2016: Shortlist – Januar 2017 Bekanntgabe des Gewinners – Februar 2017 Preisübergabe                                                                          |
| 2015 | Elfie Tromp Underdog – Henk van Straten Bidden en vallen |
| 2014 | Hanna Bervoets Efter – Naomi Rebekka Boekwijt Hoogvlakte |
| 2013 | Saskia De Coster Wij en ik – Jamal Ouariachi Vertedering – Joost de Vries De republiek – Robbert Welagen Het verdwijnen van Robbert                                    |
| 2012 | Auke Hulst Kinderen van het ruige land – Joost Vandecasteele Massa – Annelies Verbeke Veronderstellingen                                                               |
| 2011 | Miquel Bulnes Het bloed in onze aderen – Anne-Gine Goemans Glijvlucht – David Pefko Het voorseizoen – Henk van Straten Superlul en Salvador – Maartje Wortel Half mens |
| 2010 | Alex Boogers De tijger en de kolibrie – Elke Geurts Lastmens – Ernest van der Kwast Mama Tandoori – Joost Vandecasteele Opnieuw en opnieuw en opnieuw                  |
| 2009 | Mark Boog Ik begrijp de moordenaar – Jan van Mersbergen Zo begint het – Henk van Straten Smet – Robbert Welagen Verre vrienden – Annelies Verbeke Vissen Redden        |
| 2008 | Vrouwkje Tuinman Buurvrouw – Gustaaf Peek Dover – Rodaan Al Galidi Dorstige rivier                                                                                     |
| 2007 | Walter van den Berg West – Saskia de Coster Held – Bart Koubaa Het gebied van Nevski – Jan van Mersbergen Morgen zijn we in Pamplona – Jowi Schmitz Kus van je zus     |
| 2006 | Saskia De Coster – Hiske Dibbets – Hans den Hartog Jager – David Nolens                                                                                                |
| 2005 | Mark Boog – Josien Laurier – Jan van Mersbergen – Ton Rozeman – Anja Sicking – Peter Terrin                                                                            |

## Stiftung BNG-Kulturfonds
Die im Jahr 1964 zum 50-jährigen Bestehen der BNG-Bank gebildete Stiftung BNG-Kulturfonds (Stichting BNG Culturfonds) der Bank der Niederländischen Gemeinden hat sich zum Ziel gesetzt, junge Talente in den kulturellen Bereichen Theater, Literatur, Jugendzirkus, Bildende Kunst und Tanz zu fördern. In jeder dieser Sparten werden jährlich Preise ausgelobt.